# Vitan

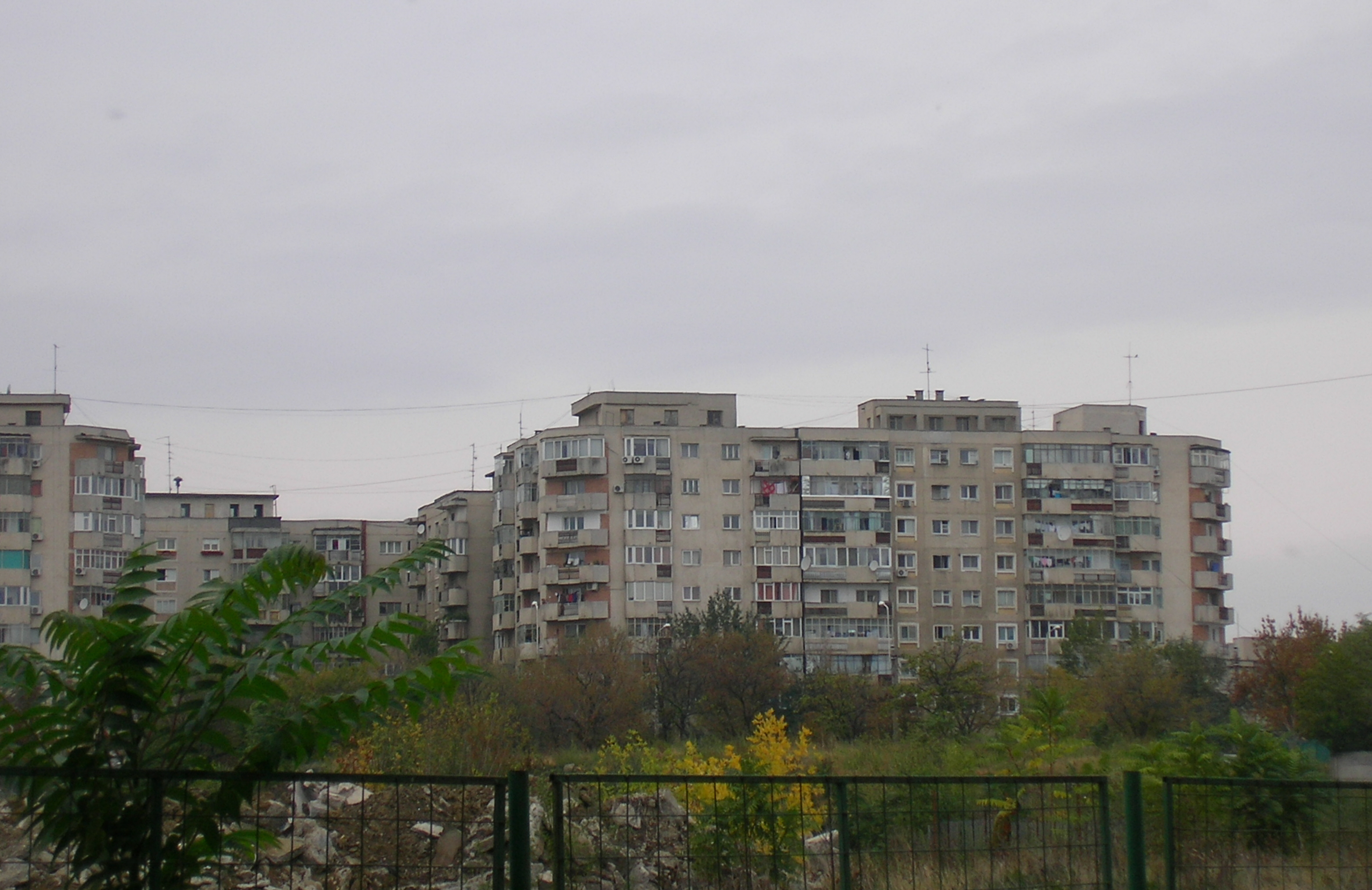
Vitan

Situació de Vitan a Bucarest

El barri Vitan és un dels barris que formen part del Sector 3 que es troba al sud-est de Bucarest (Romania). El barri s'estén al costat del riu Dâmboviţa, i entre els barris Titan, Centru Civic, Olteniţei i Berceni. El nom de Vitan prové del mot romanès "vită", (en català  bestiar), ja que s'han trobat restes del búfals d'aigua als bancs de fang del Dâmboviţa. L'Albereda de Bucarest està situada en la part nord del barri. El llac Văcăreşti, actualment drenat, estava situat a la part dreta del Dâmboviţa al seu pas per Vitan. El drenatge d'aquest llac ha aportat 3,06 kilòmetres quadrats de terra que són propietat de l'Estat Romanès (es creu que tenen un valor de 650 milions USD).